# Чистогорб
Чистогорб (пол. Czystogarb) — лемківське село в Польщі, у гміні Команча Сяноцького повіту Підкарпатського воєводства.
Населення — 276 осіб (2011).

## Назва
Чистогорб польською Czystogarb.
Раніше : 1524 Czistohorb, 1563 Czystohorba, 1665-1877 Czystohorb, 1898 Horb, а в ході кампанії перейменування українських назв на польські у 1977–1981 роках село називали Ґурна Вєшь (пол. Górna Wieś).

## Розташування
Село розташовано в передгір'ї Бескидів, при воєводській дорозі № 897.

## Історія
Село Чистогорб було закріпачене за Волоським правом, належало польському шляхтичу Гербурт Миколі з Однова приблизно в 1539 році. До 1772 р. село належало до Сяноцької землі Руського воєводства. За податковим реєстром 1565 р. в селі було 13 кметів на 9 і 1/2 ланах з численними податками й повинностями, піп (отже, вже була церква), 6 селян зі звільненням від повинностей ще на 5 років.
Після 1772 належало до Ліського повіту (округу), а опісля — Сяноцького. До 1914 гміна (муніципалітет) Буковсько (Bukowsko), Сяніцький повіт, Королівства Галичини і Володимирії.
В 1898 році в селі жили 724 мешканці в 105 будинках. Площа села становила 15,54 км2.
Церква св. Михаїла (з трьома куполами) була побудована в селі в 1899 році (згоріла в 1945 році).
У 1918–1919 роках село разом з іншими 33 селами входило до складу Команчанської Республіки. Далі село входило до Сяніцького повіту Львівського воєводства.
На 01.01.1939 р. в селі було переважно лемківське населення: з 850 жителів — 830 українців і 20 євреїв.
До виселення лемків у 1945 році в СРСР та депортації в 1947 році в рамках акції Вісла у селі була греко-католицька церква парафії Команча Лупківського деканату.
Запис про Чистогорб у «Словник географічний королівства польського та інших країв слов’янських» 1880–1914 роки:

| Село в Сяніцькім повіті, парафія греко-католицька в Команчі, парафія латинська у Буківську. 96 будинків і 591 мешканець, в основному Русини. Панський двір тут немає землі, все належить селянам (у сукупності), які мають 1250 моргів (1 морг дорівнює 5985 м.кв.) орної землі, 353 моргів лук і садів, 675 моргів пасовищ і 375 моргів лісу. Селяни зайняті в сільському господарстві і відгодівлі великої рогатої худоби. Чистогорб лежить на самому угорському кордоні, біля підніжжя Бескиду. Нижнє положення у гміні складає 490 метрів, найвища точка 849 м над рівнем моря. Село розташоване на обох берегах потоку Команецького, що впадає в річку Ославиця. На південно-західній межі села з боку Угорщини розташована вершина гори Пасіка на висоті 849 м над рівнем моря. Другий найвищий пагорб, у межах гміни піднятий на 705 м над рівнем моря і називається Баня. Тут є церква, філіальна, дерев'яна, під назвою святого Архангела Михаїла. Дозвіл на відкриття церкви виданий у день Успіння Богородиці в 1524 році Миколою Вольським, каштеляном сохачевським і старостою сяніцьким. Чистогорб був раніше королівським, та належав до повіту Кросненського. Люстрація королівств з року 1765 називає Чистогорб селом волоським, і, незважаючи на відсутність письмових доказів цього, з самого характеру народу осілого там, можна стверджувати, що першими поселенцями тут були Волохи, а селище засноване на праві волоському з окремим князівством. Люстрація застала князівство Чистогорб у володінні Василя і Михайла Кадильчуків (Кадиляків) та Яна Язиди, селян, за привілеєм Августа III (Король польський) з 9 червня 1750, що підтверджують давні привілеї. Це князівство зі всім селом було продане австрійським урядом у 1819 році. |
У 1975-1998 роках село належало до Кросненського воєводства.

## Демографія
Демографічна структура станом на 31 березня 2011 року:
|          | Загалом | Допрацездатний вік | Працездатний вік | Постпрацездатний вік |
| -------- | ------- | ------------------ | ---------------- | -------------------- |
| Чоловіки | 152     | 31                 | 116              | 5                    |
| Жінки    | 124     | 27                 | 84               | 13                   |
| Разом    | 276     | 58                 | 200              | 18                   |